# 科科莫 (印第安纳州)
科科莫（英語：Kokomo）是美国印第安纳州霍华德县的县治，面积42.1平方公里。根据2000年美国人口普查，共有46,113人，其中白人占85.1%、非裔美国人占10.34%、亚裔美国人占1.14%。